# St. Martin (Niederhöcking)

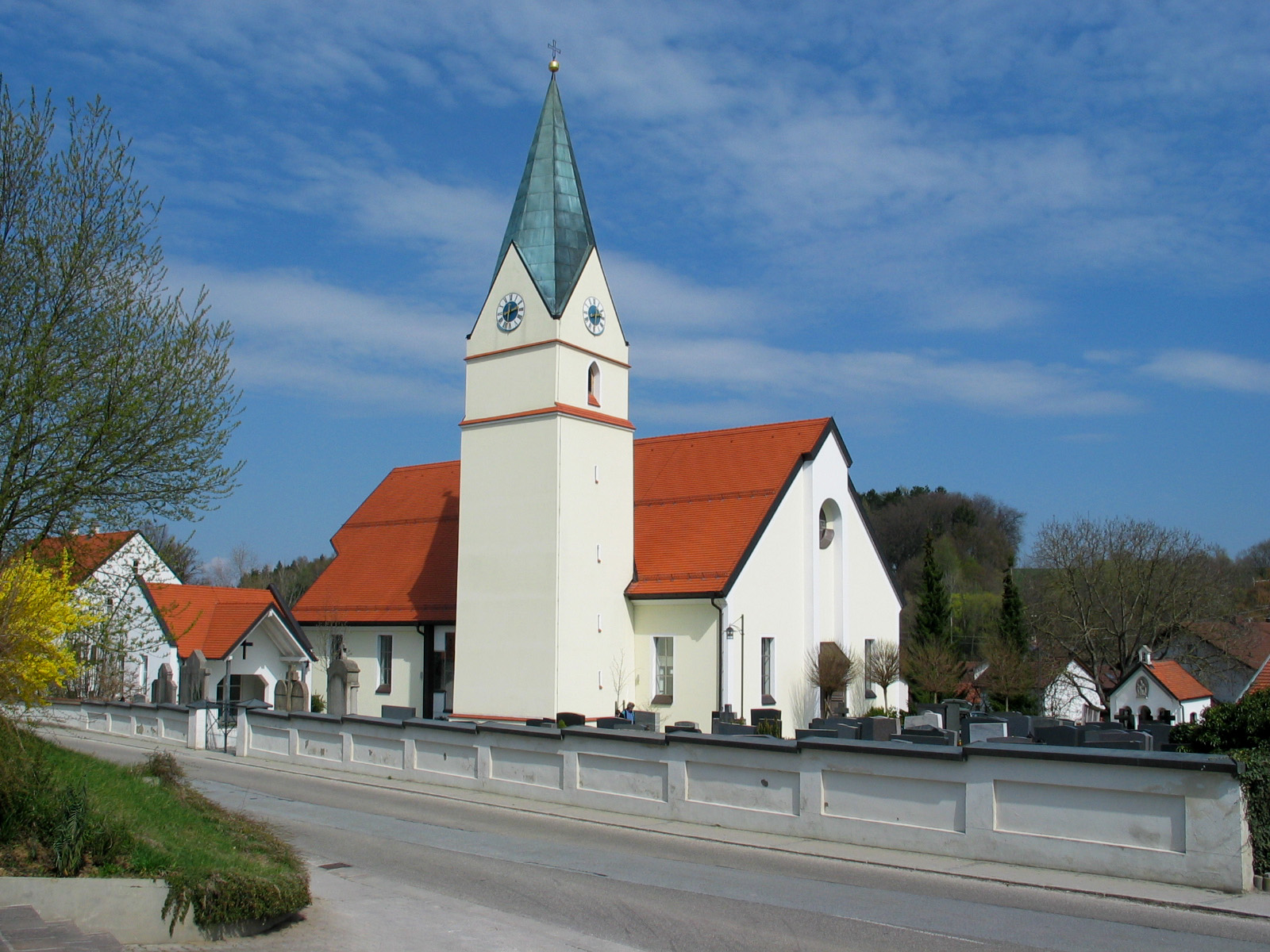
Außenansicht der Pfarrkirche St. Martin in Niederhöcking

Die römisch-katholische Pfarrkirche St. Martin in Niederhöcking, einem Gemeindeteil von Landau an der Isar im niederbayerischen Landkreis Dingolfing-Landau, ist ein in den Jahren 1997 und 1998 errichtetes, modernes Kirchengebäude unter Einbeziehung von Baukörpern der Vorgängerkirche. Die in früherer Zeit bedeutende „Urpfarrei“ rechts der Isar umfasst neben der Pfarrkirche auch die Filialkirchen St. Johannes in Usterling und Mariä Empfängnis in Zulling sowie drei Nebenkirchen in Oberhöcking, Thanhöcking und Weihern.

## Geschichte
Eine erste Kirche in Höcking (Heikkinga) wurde bereits Ende des 9. Jahrhunderts erwähnt. Außerdem war Höcking bereits seit dieser frühen Zeit eine „Urpfarrei“ des Bistums Regensburg im Gebiet rechts der Isar. Dementsprechend wurden von Archäologen auch schon zahlreiche Zeugnisse dieser langen Kirchengeschichte gefunden, zum Beispiel viele Gräber, Fundamente von Vorgängerbauten der heutigen Pfarrkirche und sogar Keramiken aus der Zeit um das Jahr 1000 n. Chr.
Anstelle eines romanischen Vorgängerbaus wurde in der ersten Hälfte des 15. Jahrhunderts eine gotische Kirche errichtet. Deren Langhaus und Westturm wurden im Jahr 1855 im neugotischen Stil verändert. In den Jahren 1997/98 erfuhr die Kirche eine wesentliche Vergrößerung durch den Bau eines neuen, modernen Kirchenraumes quer zum alten Langhaus. Die Konsekration des Neubaus inklusive Pfarrheim nahm der Diözesanbischof Manfred Müller am 15. November 1998 vor.
Im Juni 2010 schlug der Diebstahl einer Figurengruppe der Heiligen Familie aus der Pfarrkirche Niederhöcking hohe Wellen. Nur zwei Tage nach der Verschwinden der Figuren wurden diese von einem auswärtigen Pfarrer wieder zurückgebracht, nachdem ihm der Dieb diese im Beichtstuhl übergeben hatte.

## Beschreibung

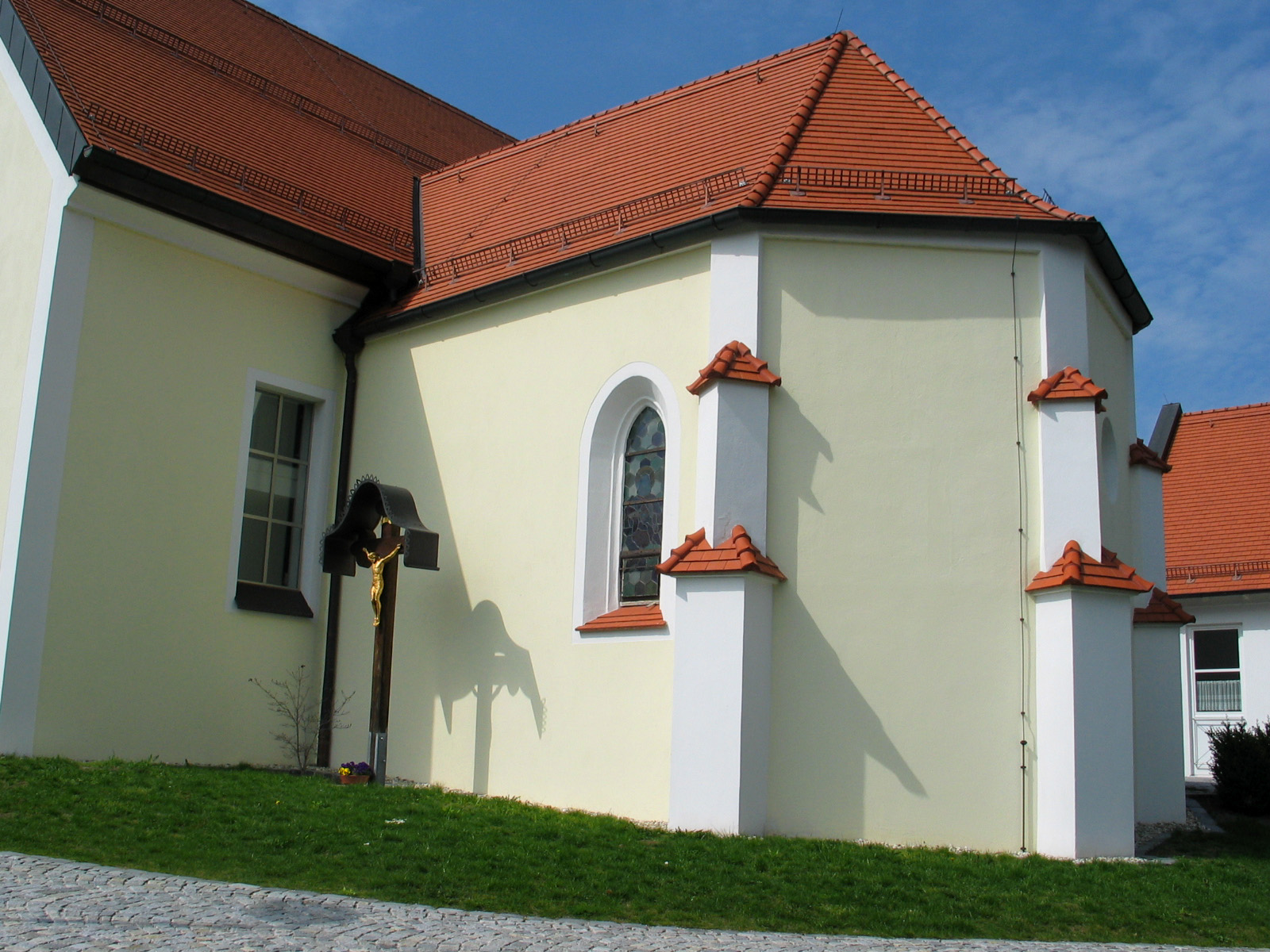
Außenansicht des gotischen Chores (1. Hälfte des 15. Jahrhunderts)

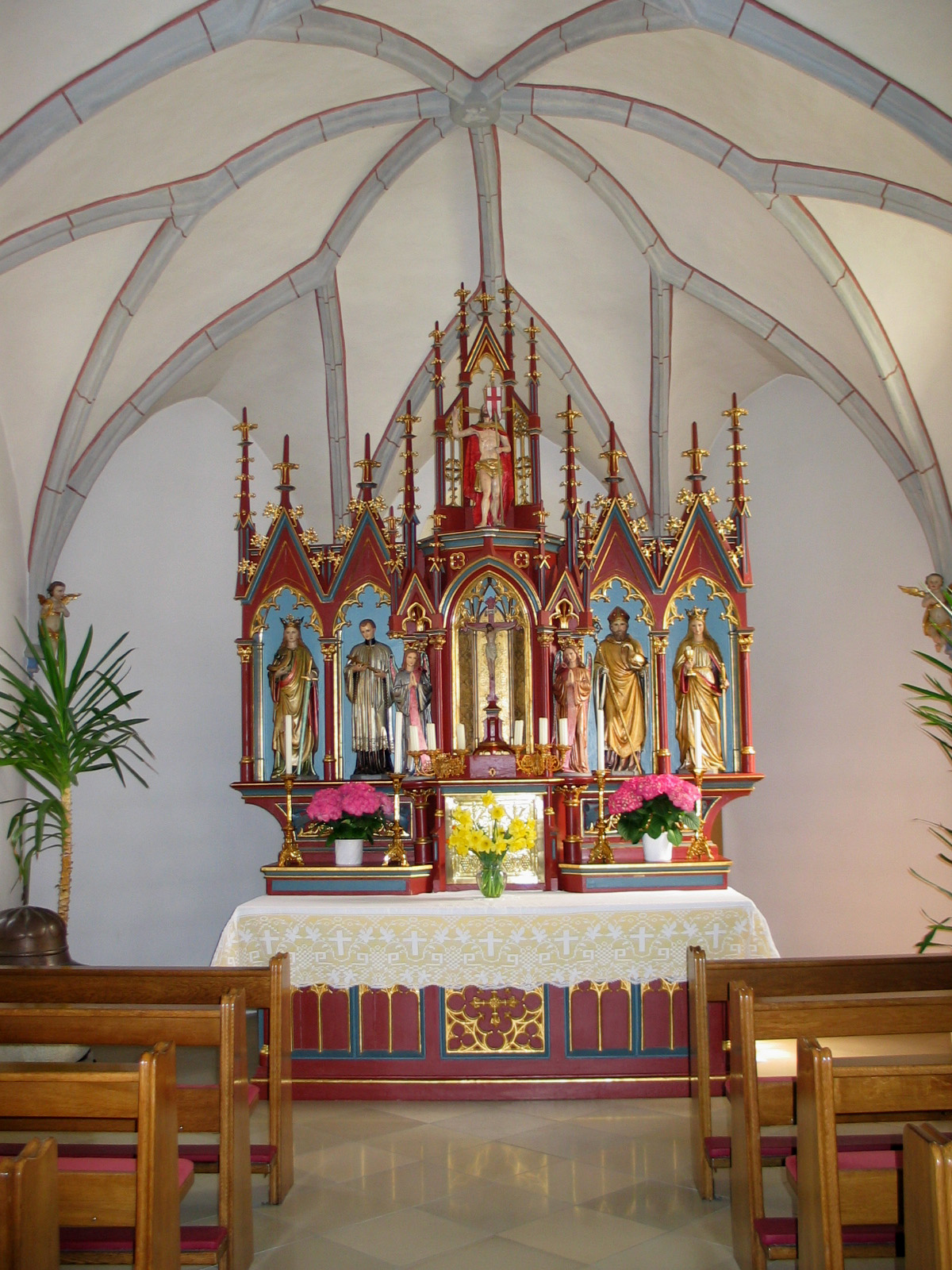
Neugotischer Hochaltar (1870) in der Werktagskapelle

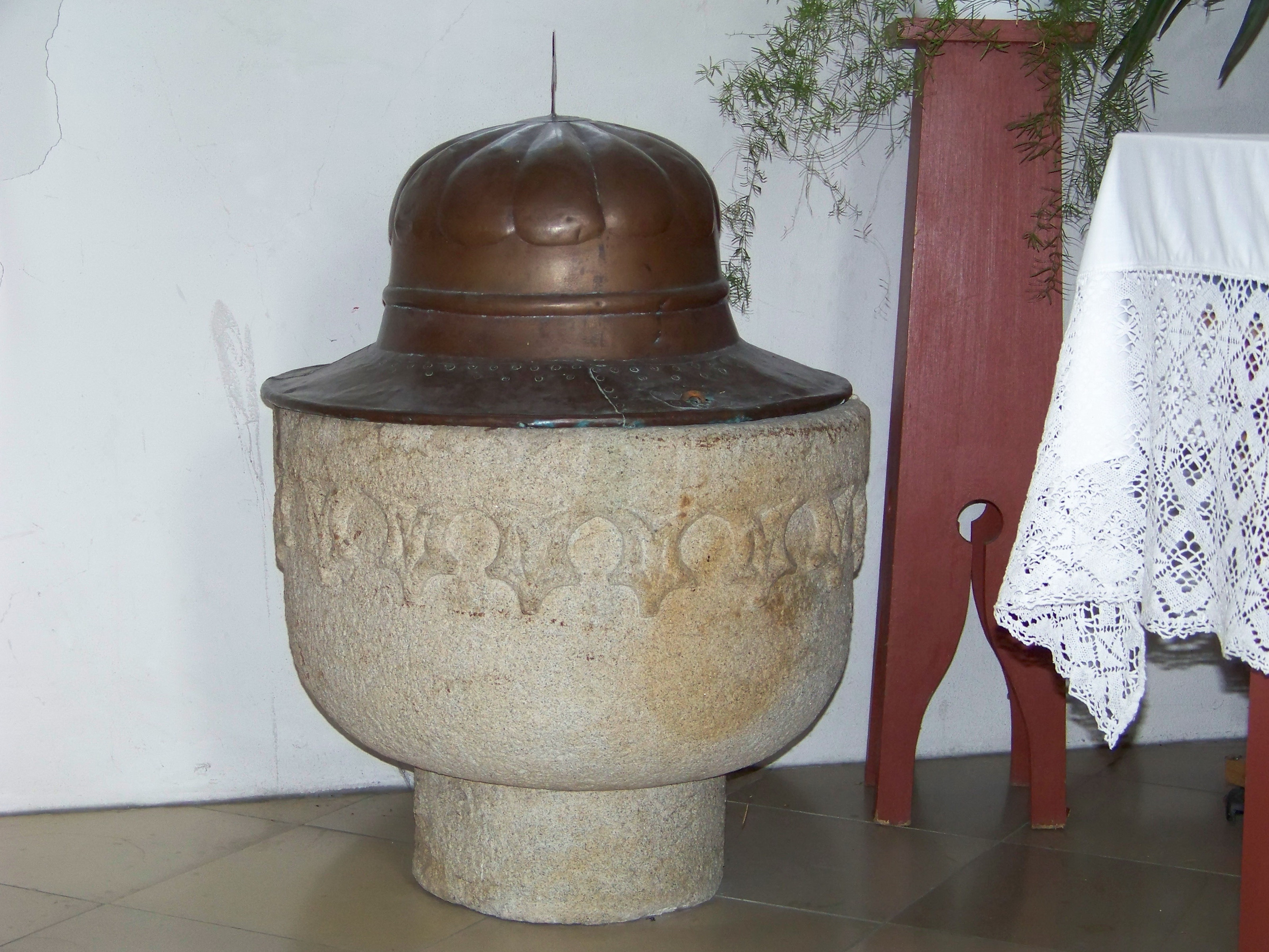
Gotischer Taufstein aus dem 14. Jahrhundert

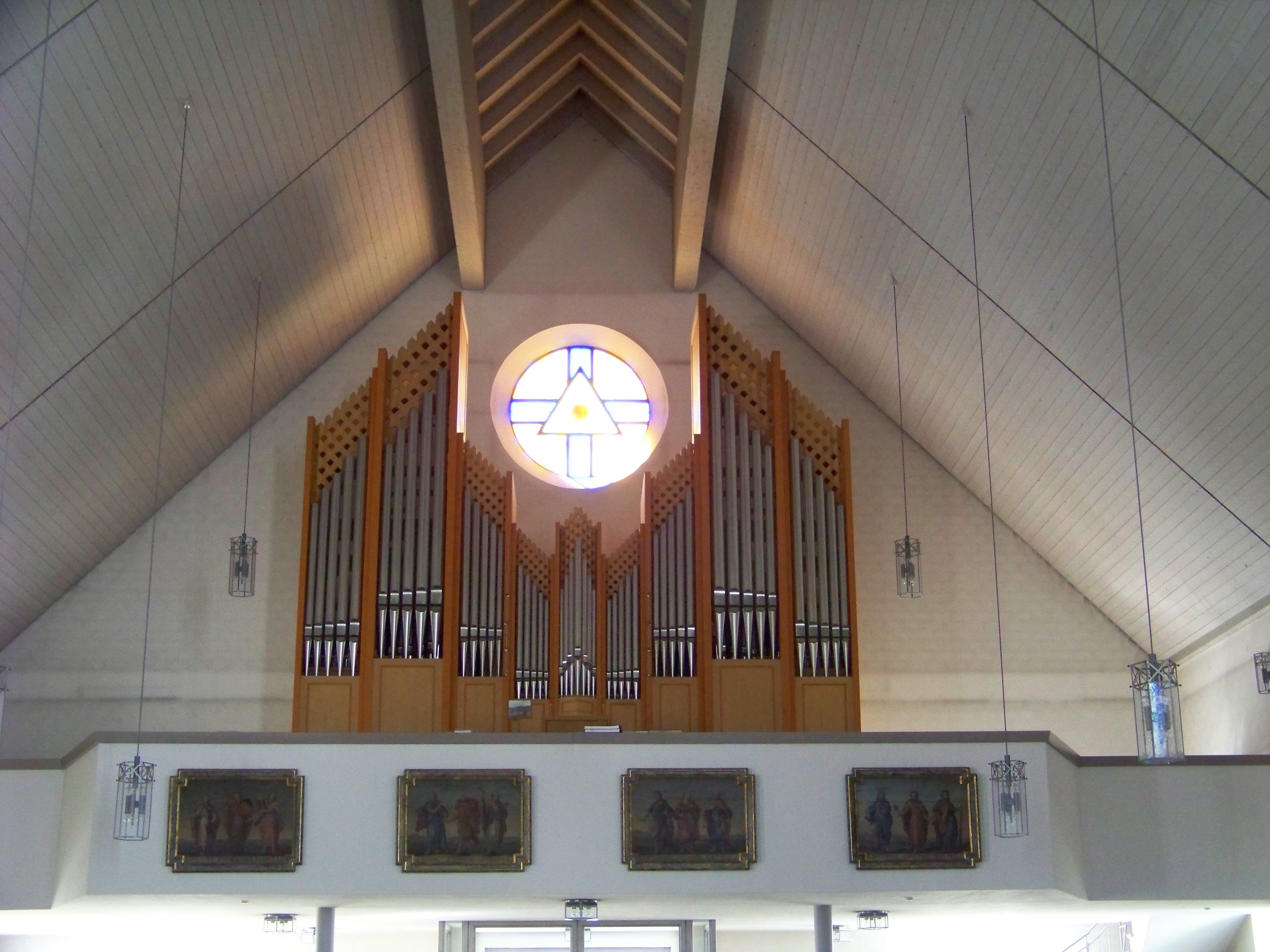
Orgel mit 22 Registern von Thomas Jann

### Architektur
Der moderne, 1997/98 errichtete Kirchenbau mit steilem, zeltartigem Satteldach ist nach Norden ausgerichtet. Der neue Kirchenraum mit nunmehr 230 Sitzplätzen erstreckt sich quer zum Langhaus der Vorgängerkirche, dessen Länge der Breite des Neubaus entspricht. Das Presbyterium der neuen Kirche ist in einer Art Erker untergebracht, der an einen dreiseitigen Chorschluss erinnert. Dieser wird von zwei bemalten Fensterbändern beleuchtet. Die Südfassade wird von zwei Pilastern gegliedert, welche das Hauptportal und die Fensterrose über der Orgelempore einschließen. Unterhalb des neu errichteten Kirchenraumes befindet sich das Pfarrheim, gleichsam als Symbol für die Gemeinde als Fundament und Träger der Kirche.
Der im Kern romanische Westturm, der 1855 neugotisch überformt wurde, und der nach Osten ausgerichtete Chor aus der ersten Hälfte des 15. Jahrhunderts wurden vom Vorgängerbau belassen. Im Erdgeschoss des äußerlich weitgehend ungegliederten Turmes wurde eine Anbetungskapelle eingerichtet. Der Turm geht oberhalb der Schallöffnungen und Turmuhren mittels vier Dreiecksgiebeln in einen achtseitigen Spitzhelm über. Der von spitzbogigen Fensteröffnungen und abgesetzten Strebepfeilern gegliederte gotische Chor dient nunmehr als Werktagskapelle. Er wird von einem Rippengewölbe in sternförmiger Konfiguration überspannt.

### Ausstattung
An der hohen Altarwand ist zentral eine Darstellung des Barmherzigen Jesus nach der Vision der heiligen Maria Faustyna Kowalska angebracht. Das Gemälde ist von sieben kreuzförmig angeordneten Reliefs umgeben, auf denen die sieben leiblichen Werke der Barmherzigkeit dargestellt sind. Diese erinnern an das Wirken des Kirchenpatrons Martin von Tours (Gedenktag: 11. November). Dieses theologische Programm wurde von Pfarrer Friedrich Teetz erdacht, der von 1994 bis 2012 für die Seelsorge in Niederhöcking verantwortlich war. Die Umsetzung oblag den aus der Pfarrei stammenden Künstlern Josef Mayer (Entwürfe) und Josef Paleczek (Ausführung). Paleczek schuf außerdem den Volksaltar, den Ambo, den Osterleuchter, die Sedilien, die Figuren der Fátima-Madonna und des heiligen Martin sowie den Marienbrunnen auf dem Friedhof. Von Josef Wenleder aus Oberhöcking stammen die Seitenfenster im Presbyterium und die Fensterrose an der Südfassade mit einer Darstellung der heiligen Dreifaltigkeit.
Außerdem wurden zahlreiche Ausstattungsstücke aus der Vorgängerkirche übernommen. Die barocken Apostelbilder schmücken auch im Neubau wieder die Emporenbrüstung. Ferner erhielten auch das Chorbogenkruzifix, das Missionskreuz sowie die Kreuze mit den Apostelleuchtern neu zugedachte Plätze. Auch der neugotische Kreuzweg aus dem Jahr 1856 wurde im modernen Kirchenraum wieder angebracht. An der Westfassade wurden vier Glasfenster aus dem alten Langhauses kreuzförmig wieder eingebaut. Sie stellen die Heiligen Martin, Georg, Notburga und Theresia vom Kinde Jesus dar. Der neugotische Hochaltar von 1870 wurde an seiner ursprünglichen Position belassen und dient heute als Altar in der Werktagskapelle. Hier befindet sich auch das älteste Ausstattungsstück der Kirche, der aus dem 14. Jahrhundert stammende Taufstein.

### Orgel
Die Orgel in der neuen Pfarrkirche von Niederhöcking wurde im Jahr 2002 fertiggestellt. Sie ist das Opus 247 der Firma Thomas Jann Orgelbau aus Allkofen bei Laberweinting. Die Orgelweihe nahm der Domdekan und Prälat Franz Xaver Hirsch am 21. April 2002 vor. Das Schleifladeninstrument mit mechanischer Spiel- und elektrischer Registertraktur sowie freistehendem Spieltisch umfasst insgesamt 22 Register auf zwei Manualen und Pedal. Die Disposition lautet wie folgt:
| I Hauptwerk C–g3 |           |        |
| 1.               | Principal | 8′     |
| 2.               | Gedeckt   | 8′     |
| 3.               | Octave    | 4′     |
| 4.               | Flöte     | 4′     |
| 5.               | Nasard    | 2 ⁄3′  |
| 6.               | Waldflöte | 2′     |
| 7.               | Terz      | 1 3⁄5′ |
| 8.               | Mixtur IV | 1 ⁄3′  |
| 9.               | Trompete  | 8′     |
|                  | Tremulant |        |

| II Schwellwerk C–g3 |               |    |
| 10.                 | Hohlflöte     | 8′ |
| 11.                 | Gamba         | 8′ |
| 12.                 | Vox coelestis | 8′ |
| 13.                 | Principal     | 4′ |
| 14.                 | Traversflöte  | 4′ |
| 15.                 | Flagolet      | 2′ |
| 16.                 | Scharf III    | 1′ |
| 17.                 | Oboe          | 8′ |
|                     | Tremulant     |    |

| Pedal C–f1 |            |     |
| 18.        | Subbaß     | 16′ |
| 19.        | Octavbaß   | 8′  |
| 20.        | Gedecktbaß | 8′  |
| 21.        | Choralbaß  | 4′  |
| 22.        | Fagott     | 16′ |

- Koppeln: II/I, I/P, II/P, Sub II/I
- Spielhilfen: 4 × 64 Kombinationen

## Umgebung
Die Kirche ist von dem Pfarrfriedhof umgeben. Dieser enthält auch die Kriegergedächtniskapelle, die im letzten Viertel des 19. Jahrhunderts errichtet wurde und wie die erhaltene Baukörper der Vorgängerkirche unter Denkmalschutz steht. Es handelt sich dabei um einen Satteldachbau mit Loggia und Dachreiter.